# Resolução 10K
A resolução de 10K é qualquer uma das várias resoluções de tela horizontal de cerca de dez mil pixels, geralmente o dobro das resoluções de 5K: 9.600 ou 10.240 pixels. Ao contrário de 4K e 8K, não faz parte dos padrões de transmissão UHDTV. Os primeiros dispositivos disponíveis apresentavam telas ultra-amplas "21:9" com resolução vertical de 8K, que possui uma proporção de aspecto de 16:9 nativa.

## História
Alguns anos depois da criação do 8K, foram desenvolvidas câmeras com a resolução 10328×7760, que foi chamada 10K por causa do número de linhas verticais (10328). A empresa chinesa BOE fez a primeira televisão 10K, com 10240×4320 pixels, que é uma televisão 8K com mais linhas verticais.

## Primeiras câmeras 10K
As câmeras digitais da Phase One possibilitam a captura de imagens com resolução 10K. E, diferente das televisões 10K, a primeira câmera 10K, não tem 10240×4320 pixels, e sim 10328×7760 pixels. O fotógrafo Joe Capra publicou um vídeo de testes do Rio de Janeiro com resolução 10K feito com imagens capturadas com a câmera Phase One IQ180. Esta câmera pode usar lentes da própria Phase One e lentes Hasselblad e Schneider-Kreuznach. Além disso, ela possui um sensor Full Frame que mede 53,7mm x 40,4mm.

## Primeiras televisões 10K
Durante uma edição do Display Week (evento anual que reúne empresas e investidores do mercado de displays), a companhia chinesa BOE apresentou a primeira TV com resolução 10K, um protótipo da versão final e não está disponível para compra. A TV conta com 44 milhões de pixels (10240x4320 pixels), proporção UltraWide (21:9) e tamanho de 82 polegadas.

## Resolução
| Pixels     | Proporção |
| 10240×4320 | 21:9      |
| 10328×7760 | 4:3       |